# Schistocerca andeana
Schistocerca andeana är en insektsart som beskrevs av Morgan Hebard 1923. Schistocerca andeana ingår i släktet Schistocerca och familjen gräshoppor. Inga underarter finns listade i Catalogue of Life.